# Linnaemya agrestis
Linnaemya agrestis là một loài ruồi trong họ Tachinidae.